# Croke Park
Croke Park (irsk: Páirc an Chrócaigh) i Irlands hovedstad Dublin er en sportsarena i den nordlige del af Dublin (Drumcondra). Croke Park er hovedsæde for den store irske idrætsorganisation Gaelic Athletic Association (GAA). Det er det største stadion i Irland. Parken der kan rumme 82.500 tilskuere bliver overvejende benyttet til de irske sportsgrene Gælisk fodbold (Gaelic Football), Hurling og Camogie (kvindehurling) og koncerter. Fra 2007 til 2009 blev det også benyttet til Rugby og fodboldkampe.

## Historie
Oprindelig var der på arealerne siden 1870 en sportsplads. Efter at GAA blev grundlagt i 1884 blev pladsen regelmæssig benyttet af organisationen. Fra 1896 fandt de fleste Gaelic Football- og Hurling-mesterskaber sted der. 1913 købte GAA pladsen for 3.500 pund. For at ære en af grundlæggerne af GAA, den i 1902 afdøde ærkebiskop Thomas Croke, blev pladsen opkaldt efter ham. 
Siden 1914 har alle de vigtigste GAA kampe fundet sted i Croke Park. Før købstidspunktet var pladsen omkranset af en græsjordvold og en tribune. 
Den 21. november 1920 skete der under en Gaelic Football-kamp mellem Dublin og byen Tipperary en blodig massakre, hvor britiske soldater som hævn for mordet på en britisk agent skød ind i folkemængden. I alt døde 14 mennesker og 65 blev kvæstet.
I de følgende årtier blev stadion efterhånden udbygget og sidst renoveret i 2006
- Wikimedia Commons har flere filer relateret til Croke Park

53°21′38.70″N 6°15′4.80″V / 53.3607500°N 6.2513333°V